# 14 октомври
14 октомври е 287-ият ден в годината според григорианския календар (288-и през високосна година). Остават 78 дни до края на годината.

## Събития
- 1066 г. – Норманското нашествие: Битка при Хейстингс: Кралят на Англия Харолд II е убит близо до Хейстингс от нормандската армия, предвождана от Уилям Завоевателя, който заема английския престол.
- 1529 г. – Турците под предводителството на султан Сюлейман I са принудени да прекратят Обсадата на Виена.
- 1582 г. – Поради въвеждането на Григорианския календар този ден от тази година не съществува в Италия, Полша, Португалия и Испания.
- 1789 г. – Джордж Уошингтън обявява първия Ден на благодарността.
- 1896 г. – В София е открито Държавно рисувателно училище (предшественик на Национална художествена академия) с пръв директор Иван Мърквичка.
- 1913 г. – В Южен Уелс (Великобритания) се случва най-голямата в историята на страната производствена авария – при взрив в мина загиват 439 миньори.
- 1915 г. – България в Първата световна война: Царство България обявява война на Кралство Сърбия и се включва в Първата световна война на страната на Централните сили.
- 1921 г. – Учредена е коалицията Народен сговор с председател Александър Греков.
- 1921 г. – Учреден е Българският младежки Червен кръст
- 1924 г. – Таджикистан влиза в СССР като Таджикска автономна съветска социалистическа република.
- 1926 г. – Излиза първото издание на детската книга Мечо Пух от английския писател Алън Милн.
- 1944 г. – Светият синод изразява с официално писмо подкрепа за политиката на правителството на Отечествения фронт.
- 1947 г. – Експерименталният самолет Bell X-1 на Военновъздушните сили на САЩ, задвижван с ракетен двигател, осъществява първия полет над скоростта на звука.
- 1962 г. – Студената война: Начало на Карибската криза: Американски разузнавателен полет над Куба прави снимки на разположени съветски установки за ядрено оръжие.
- 1964 г. – Мартин Лутър Кинг получава Нобелова награда за мир.
- 1964 г. – Леонид Брежнев става генерален секретар на ЦК на КПСС и ръководител на СССР, след като на пленум е свален предшественика му Никита Хрушчов.
- 1971 г. – Висшият педагогически институт във Велико Търново е преобразуван във Великотърновски университет „Кирил и Методий“.
- 1981 г. – Хосни Мубарак е избран за президент на Египет, една седмица след като Ануар Садат е убит при покушение.
- 1994 г. – Палестинският лидер Ясер Арафат, израелският министър-председател Ицхак Рабин и израелският министър на външните работи Шимон Перес получават Нобелова награда за мир.
- 2002 г. – Грузия обявява православието за официална държавна религия.

## Родени
- 1006 г. – Годфроа II, граф на Анжу († 1060 г.)
- 1257 г. – Пшемисъл II, крал на Полша († 1296 г.)
- 1404 г. – Мари д'Анжу, кралица на Франция († 1463 г.)
- 1633 г. – Джеймс II, крал на Англия († 1701 г.)
- 1644 г. – Уилям Пен, основател на Пенсилвания († 1718 г.)
- 1784 г. – Фернандо VII, крал на Испания († 1833 г.)
- 1841 г. – Ито Хиробуми, министър-председател на Япония († 1909 г.)
- 1842 г. – Василий Верешчагин, руски живописец баталист († 1904 г.)
- 1859 г. – Димитър Вълнаров, български военен деец († 1924 г.)
- 1859 г. – Христо Петрунов, български военен деец († ок. 1937 г.)
- 1864 г. – Стефан Жеромски, полски писател и драматург († 1925 г.)
- 1868 г. – Миленко Балкански, български военен деец († 1921 г.)
- 1873 г. – Христо Русков, български учител, старши подофицер, адютант и артелчик († неизв.)
- 1882 г. – Еймън де Валера, първи президент на Ирландия († 1975 г.)
- 1888 г. – Катрин Мансфийлд, новозеландска писателка († 1923 г.)
- 1890 г. – Дуайт Айзенхауер, 34-ти президент на САЩ († 1969 г.)
- 1892 г. – Андрей Ерьоменко, съветски маршал († 1976 г.)
- 1894 г. – Е. Е. Къмингс, американски поет († 1962 г.)
- 1894 г. – Хайнрих Любке, президент на Федерална република Германия († 1972 г.)
- 1900 г. – Уилям Едуардс Деминг, американски статистик († 1993 г.)
- 1906 г. – Хана Арент, германски философ († 1975 г.)
- 1911 г. – Ле Дък Тхо, виетнамски генерал, Нобелов лауреат († 1990 г.)
- 1914 г. – Реймънд Дейвис, американски физик, Нобелов лауреат († 2006 г.)
- 1919 г. – Драгослав Аврамович, сръбски икономист († 2001 г.)
- 1919 г. – Димитър Митрев, югославски писател († 1976 г.)
- 1921 г. – Раде Маркович, сръбски актьор († 2010 г.)
- 1927 г. – Роджър Мур, английски актьор († 2017 г.)
- 1930 г. – Мобуту Сесе Секо, президент на Заир († 1997 г.)
- 1939 г. – Ралф Лорен, американски моден дизайнер
- 1940 г. – Клиф Ричард, британски рок музикант
- 1944 г. – Ресул Шабани, албански поет
- 1956 г. – Арлийн Соркин, американска актриса, продуцент и сценарист
- 1958 г. – Веселин Мезеклиев, български актьор
- 1970 г. – Васко Василев, световноизвестен български цигулар
- 1975 г. – Шазни Люис, английска певица и текстописец
- 1975 г. – Флойд Ландис, американски колоездач
- 1978 г. – Пол Хънтър, английски играч на снукър († 2006 г.)
- 1980 г. –  Джансу Дере, турска актриса и модел
- 1981 г. – Васимир Радулов, български политик
- 1989 г. – Мия Уасиковска, австралийска актриса

## Починали
- 1066 г. – Харолд II, крал на Англия (* ок. 1022 г.)
- 1092 г. – Низам ал-Мулк, ирански държавник (* 1018 г.)
- 1536 г. – Гарсиласо де ла Вега, испански поет (* 1503 г.)
- 1568 г. – Якоб Аркаделт, фламандски композитор (* ок. 1500 г.)
- 1803 г. – Ерколе III д’Есте, последният херцог на Модена и Реджо (* 1727 г.)
- 1817 г. – Фьодор Ушаков, руски адмирал (* 1744 г.)
- 1913 г. – Порфирий Бахметиев, руски физик (* 1860 г.)
- 1927 г. – Пантелей Киселов, български генерал (* 1863 г.)
- 1928 г. – Уилям Флин, американски полицай (* 1867 г.)
- 1940 г. – Хайнрих Кайзер, германски физик (* 1853 г.)
- 1944 г. – Ервин Ромел, германски генерал (* 1891 г.)
- 1959 г. – Ерол Флин, австралийски актьор (* 1909 г.)
- 1960 г. – Абрам Йофе, руски физик (* 1880 г.)
- 1977 г. – Бинг Кросби, американски певец (* 1903 г.)
- 1984 г. – Мартин Райл, британски физик, Нобелов лауреат (* 1918 г.)
- 1990 г. – Ленард Бърнстейн, американски композитор (* 1918 г.)
- 1999 г. – Джулиъс Ниерере, президент на Танзания (* 1922 г.)
- 2009 г. – Жана Николова-Гълъбова, български филолог (* 1908 г.)
- 2010 г. – Беноа Манделброт, френски математик (* 1924 г.)

## Празници
- България:
  - Ден на света Петка Българска (Петковден)
  - Празник на град Нови пазар
  - Ден на машиностроителя (за 2018)
- Международен ден на стандартизацията
- Полша – Ден на учителя (по повод създаване на Комисия за народното образование през 1773 г.)